# أنتوني جوزيف فويت جي آر
أنثوني جوزيف فويت الابن (من مواليد 16 يناير 1935) هو سائق سيارات سباقات أمريكي سابق، شارك في العديد من فئات رياضة السيارات. يُعرف بشكل رئيسي بمسيرته في سباقات العجلات المفتوحة، ويشتهر بكونه أول سائق يفوز بسباق إنديانابوليس 500 أربع مرات. كما يحمل الرقم القياسي في عدد ألقاب البطولة الوطنية الأمريكية، حيث فاز بها سبع مرات.
شارك فويت في سباقات سيارات البطولة الخاصة برابطة السيارات الأمريكية، إضافة إلى سباقات السبرينت والسيارات الصغيرة (ميدجيت). كما شارك في سباقات ناسكار للسيارات المعدلة، وحقق الفوز في عدد من سباقات التحمل الكبرى. وهو يحمل الرقم القياسي في عدد الانتصارات ضمن رابطة السيارات الأمريكية بـ159 فوزًا، وكذلك الرقم القياسي في عدد انتصارات سباقات إندي كار بـ67 فوزًا.
فويت هو السائق الوحيد في التاريخ الذي فاز بكل من: إنديانابوليس 500، وسباق لومان 24 ساعة، ودايتونا 500، ودايتونا 24 ساعة. وفي سلسلة ناسكار، فاز سبع مرات، من بينها فايركراكر 400 عام 1964 ودايتونا 500 عام 1972. نجا من ثلاث حوادث خطيرة أسفرت عن إصابات جسيمة، وكاد يلقى حتفه في حادث رابع.
أدى نجاح فويت إلى إدخاله في العديد من قاعات الشهرة لرياضة السيارات. وفي منتصف الستينيات، أصبح مالكًا لفريق سباقات، حيث وفّر سيارات لنفسه ولسائقين آخرين. ومنذ اعتزاله القيادة، امتلك شركة A. J. Foyt Enterprises، التي شاركت بفرق في بطولات CART وإندي كار سيريز وناسكار.

## وصلات خارجية
- أنتوني جوزيف فويت جي آر على موقع Racing-Reference.info (الإنجليزية)
- أنتوني جوزيف فويت جي آر على موقع DriverDB.com (الإنجليزية)